# Ruska škola (izraz)
"Ruska škola" je neslužbeni izraz karakterističan za prostore bivše Jugoslavije koji pojam sovjetske edukacije (opće, često sportske i druge) poistovijećuje isključivo s ruskom. Izraz se u većini postsovjetskih zemalja smatra uvredljivim i netolerantnim.

## Uporaba
Ova pojava je nastala kao posljedica dugotrajne rusifikacije ne-ruskih država u sklopu Sovjetskog Saveza odnosno svjesnog (nesvjesnog) ne razlikovanja sovjetskog i ruskog identiteta. Pojedine javne osobe u Hrvatskoj, Srbiji i drugim državama bivše Jugoslavije, i danas nesvjesno koriste izraz koji se smatra uvredljivim. Posebno se to odnosi i primjećuje kod sportskih novinara (komentatora).

## Značaj
U Ukrajini, Bjelorusiji, Litvi, Latviji, Estoniji, Gruziji i drugim sovjetskim državama, ovakvi i slični izrazi se smatraju uvredljivim i netolerantnim. Edukativan doprinos Sovjetskog Saveza nije ispravno poistovijećivati isključivo s ruskim, a to su potvrdili brojni uspjesi u svijetu koji nisu bili karakteristični za Rusiju već isključivo za pojedinu zemlju iz Sovjetskog Saveza.